# Alex Trebek
George Alexander "Alex" Trebek, ameriški komik in igralec, * 22. julij 1940, Sudbury, Ontario, Kanada, † 8. november 2020, Los Angeles, ZDA.
Znan je bil predvsem kot voditelj ameriškega televizijskega kviza Jeopardy!, od obuditve kviza leta 1984 do 2021. Ko so bile zadnje epizode Trebeka posnete 29. oktobra 2020, je Sony napovedal, da bo Ken Jennings, zmagovalec 74 dvobojev leta 2004, prevzel mesto začasnega voditelja oddaje iger, in oba sta imela pogovore. Trebek je umrl 8. novembra 2020 in 30 nepredvajanih epizod je bilo posthumno predvajanih pred dvotedenskim premorom zaradi pomislekov glede predčustev športa na številnih kanalih. Njegovih zadnjih pet epizod je bilo predvajanih od 4. do 8. januarja 2021, nato pa je Jennings prevzel vodenje. Poleg tega je vodil tudi nekaj drugih kvizov.